# Taximastinocerus brunneus
Taximastinocerus brunneus är en skalbaggsart som först beskrevs av Henry Stephen Gorham 1881.  Taximastinocerus brunneus ingår i släktet Taximastinocerus och familjen Phengodidae. Inga underarter finns listade i Catalogue of Life.